# Паудль Брієм
Паудль Якоб Брієм (ісл. Páll Jakob Briem; 19 жовтня 1856 — 17 грудня 1904) — ісландський сислюмадюр, амтмадюр і член Альтингу, якого вважали одним з найзначущих людей свого часу в Ісландії.

## Біографія
Паудль народився в Еспігоудлі в Ейяф'ярдарсіслі у сім'ї сислюмадюра Еггерта Брієма (ісл. Eggert Briem; 1811—1894) та його дружини Інгіберг Ейріксдоттір (ісл. Ingibjörg Eiríksdóttir; 1827—1890), домогосподарки. Він ріс в Ейяф'ярдарсіслі, а потім з 1861 року жив у Скагаф'ярдарсіслі, після того як його батько став там сислюмадюром. Серед братів і сестер Паудля були майбутні члени Альтінгу Ейрікюр Брієм, Гюннлейгюр Брієм й Олавюр Брієм, а також сестри-близнючки Паудля Елін Брієм, засновниця Hússtjórnaskóli Reykjavíkur.
Першою дружиною Паудля у 1886 році стала Крістін Ґвюдмюндсдоттір (ісл. Kristín Guðmundsdóttir; 1865—1887), пара мала одну дитину. У 1895 році він одружився з Аульфгейдюр Гельге Гельгадоттір (ісл. Álfheiður Helga Helgadóttir; 1868—1962), пара мала четверо дітей.
Паудль закінчив гімназію у 1878 році та Копенгагенський університет у 1884 році, здобувши ступінь кандидата юриспруденції. Потім упродовж одного року він був представником прокурора у Верховному суді у Копенгагені. Потім, перш ніж отримав посаду державного службовця і повернувся до Ісландії, йому надали грант державного казначейства Данії для вивчення ісландського права часів епохи народовладдя та працював над стародавніми архівами з 1885 до 1886 рік. У 1885 році Паудль опублікував трактат про ісландський середньовічний правовий кодекс «Граугаус» у журналі Ісландського літературного товариства.
Після приїзду до Ісландії його призначили сислюмадюром у Даласіслі у 1886 році, але через рік він став юристом у Верховному суді. У 1890 році він став сислюмадюром в Раунгаурвадласіслі та жив в Одді, а потім в Аурбаєрі у Гольті. Як сіслюмсдюр Брієм відзначився своєю енергійною боротьбою за розвиток народної освіти та сільського господарства, зокрема вівчарства. Він був членом Альтингу у 1887—1892 роках.
12 вересня 1894 року він отримав призначення амтмадюра у Північно-Східній амті та жив у Акурейрі. З його ініціативи з 1897 до 1901 рік в Ісландії видавався ісландський економіко-юридичний журнал «Lögfræðingur», статті для якого здебільшого він писав сам. Паудль був амтмадюром протягом десяти років, поки 1 серпня 1904 цю посаду не скасували.
Зиму 1899—1900 року він провів у Копенгагені та Берліні, де на прохання кількох членів ісландського Альтингу проводив переговори з приводу конституції Ісландії, але данський уряд не схвалив його пропозицію про посередництво. Однак він представив свою пропозицію про посередництво Альтингу у 1901 році, де її прийняли виключно за випадковими обставинами, оскільки голоси за і проти розділилися практично порівну. Виступивши в Альтінгу, Паудль врятував ісландську праву партію від розколу, але тим самим викликав таке сильне невдоволення собою, що йому не вдалося стати членом парламенту аж до додаткових виборів восени 1904 року, коли його обрали від Акурейрі.
Восени 1904 року Паудль переїхав з Акурейрі до Рейк'явіка, де його призначили генеральним директором Íslandsbanki, але він невдовзі помер, так і не встигнувши ні потрапити до парламенту, ні обійняти посаду керівника банку.

## Боротьба за права жінок
Паудль Бриєм був один із перших прихильників прав жінок в Ісландії й 19 липня 1885 року прочитав лекцію «Про свободу й освіту для жінок». Лекція була прочитана на зборах жіночої благодійної організації Thorvaldsensfélag, а пізніше видавництво Сіґюрдюра Крістьяунссона у Рейк'явіку опублікувало її як брошуру. У своїй лекції Паудль розповідав про історії боротьби за права жінок у США та європейських країнах, а також про різних жінок-активісток. Серед всього іншого він сказав:
Коли я говорю про боротьбу за свободу жінок, я маю на увазі боротьбу за звільнення жінок від пригнічення та рабства — здається, що це поки ніде не відбувається в освічених країнах, — але я все одно говорю про боротьбу за це, щоб жінки отримали права, отримали владу… Свобода жінок тісно пов'язана з їхньою освітою, тому що жінки-активістки понад усе хочуть, щоб жінкам надали право на отримання освіти нарівні з чоловіками, а потім вони отримали усі ті посади, які можуть отримати чоловіки з такою ж освітою…
Оригінальний текст (ісл.)
Þegar jeg tala um baráttuna fyrir frelsi kvenna, þá á jeg eigi við baráttu til þes að losa kvennfólk undan kúgun og þrældómi- mjer virðist að slíkt eigi sjer hvergi stað í menntuðum löndum – heldur tala jeg um baráttuna fyrir því, að kvennmenn fái rjettindi, fái vald. …Nátengt frelsi kvenna er menntun þeirra, því að það, sem kvennfrelsismenn æskja einna mest, er, að kvennmenn fái rjett til að geta náð menntun jafnt við karlmenn, og þá enn fremur fengið ýmsar stöður sem jafn menntaðir karlmenn geta fengið…